# Jean-Baptiste-Gaspard Roux de Rochelle
Jean-Baptiste-Gaspard Roux de Rochelle, né à Lons-le-Saunier le 26 mars 1762 et mort à Paris le 13 juin 1849, est un géographe, écrivain, poète et ambassadeur de France.

## Ambassadeur
Jean-Baptiste-Gaspard Roux de Rochelle fut chef de division au Ministère des Affaires étrangères, puis fut nommé ministre plénipotentiaire de France à Hambourg, de 1826 à 1830, puis aux États-Unis à Washington D.C de 1830 à 1831.

## Géographe
Il fut membre de plusieurs sociétés savantes et littéraires, et notamment de la Société de géographie (dont il est pour la troisième fois le président de la commission centrale) et de la Société philotechnique.

## Écrivain
Il écrivit plusieurs ouvrages géographiques et historiques.
- Les Trois âges, ou les Jeux olympiques, l'Amphithéâtre et la Chevalerie, poèmes en VI chants, avec des notes. Paris, F. Didot, 1816.
- Recueil de voyages et de mémoires dont Voyages de Marco Polo, Société de géographie, Paris, 1824
- La Byzanciade, poème (épique, en XIV chants). Paris, F. Didot et fils , 1822.
- Lettres des États-Unis, 1835
- Les États-Unis, (Histoire de ces États). Paris, F. Didot fr., 1836.
- Histoire du Régiment de Champagne, F. Didot, Paris, 1839
- Epopée de Fernan Cortes
- Villes Anseatiques, Firmin Didot, Paris, 1844
- Histoire d'Italie, F. Didot, Paris, 1847